# Syndyas pleuripolita
Syndyas pleuripolita är en tvåvingeart som beskrevs av Teskey och Chillcott 1977. Syndyas pleuripolita ingår i släktet Syndyas och familjen puckeldansflugor.
Artens utbredningsområde är Ontario. Inga underarter finns listade i Catalogue of Life.